# Tobias Teschner
Tobias Teschner (* 1980 in Arnsberg) ist ein deutscher Schauspieler, Sprecher und Synchronsprecher.  

## Leben
Er absolvierte von 2001 bis 2005 ein Schauspielstudium an der Arturo Schauspielschule in Köln und schloss mit Diplom ab. Nach seinem ersten Gastauftritt am Theater Heilbronn folgte von 2006 bis 20010 ein Engagement am Westfälischen Landestheater. Im Jahr 2010 gab er an der Seite von Matthias Habich sein Filmdebüt in Letzter Moment. Es folgten weitere Rollen in Produktionen wie Peggy und Sam (2013), Going South (2013) und Bad Trip (2015) Schloss Goldbach (2022) und der Comedy-Show Switch reloaded. Neben seiner Arbeit vor der Kamera hat er regelmäßigen Auftritten an verschiedenen Bühnen des Landes u. a. am Theater im Bauturm und am Comedia Theater, Theater am Sachsenring oder Futur3. 
Teschner ist zudem als Sprecher für den WDR, als Werbesprecher für verschiedene Produktionen und als Synchronsprecher tätig sowie in verschiedenen weiteren Projekten unterwegs. Sein Fokus liegt auf der Verknüpfung von Film, Theater und Sprechkunst.
Er wird aktuell von der Film & Stage Schauspielagentur vertreten.
Neben der Schauspielerei  ist er selbstständiger Immobilienberater und kooperiert dabei mit der Deutschen Bank Immobilie, insbesondere im Bereich exklusiver Wohn- und Anlageimmobilien.

## Filmografie
- 2010: Letzter Moment, Regie: Sathyan Ramesh
- 2011: Alles was zählt (Episodenrolle)
- 2013: Peggy und Sam, Regie: Lars Walther
- 2013: Going South, Regie: Lars Walther
- 2014: Glars und Domilicht, Regie: L. Walther, D. Stegmann
- 2015: Bad Trip, Regie: Michael Anton